# Dicranella hochreutineri
Dicranella hochreutineri är en bladmossart som beskrevs av Jules Cardot 1912. Dicranella hochreutineri ingår i släktet jordmossor, och familjen Dicranaceae. Inga underarter finns listade i Catalogue of Life.